# زیردریایی کلاس کالو
سابمارین کلاس کالو (به انگلیسی: Kalev-class submarine) یک کلاس از زیردریایی است که طول آن 59.5 m می‌باشد.